# Torneo de Queen's Club 2014
El AEGON Championships 2014 es un torneo de tenis del ATP Tour 2014. El torneo tendrá lugar en la ciudad de Londres, Reino Unido, desde el 9 de junio hasta el 15 de junio, de 2014. El torneo es un evento correspondiente al ATP World Tour 250.

## Cabeza de serie

### Individual
| Tenista             | Ranking | Preclasificada |
| Stanislas Wawrinka  | 3       | 1              |
| Tomáš Berdych       | 6       | 2              |
| Andy Murray         | 8       | 3              |
| Grigor Dimitrov     | 12      | 4              |
| Jo-Wilfried Tsonga  | 14      | 5              |
| Ernests Gulbis      | 17      | 6              |
| Kevin Anderson      | 20      | 7              |
| Alexandr Dolgopolov | 21      | 8              |
| Marin Čilić         | 26      | 9              |
| Feliciano López     | 27      | 10             |
| Vasek Pospisil      | 31      | 11             |
| Dmitry Tursunov     | 32      | 12             |
| Nicolas Mahut       | 40      | 13             |
| Jérémy Chardy       | 42      | 14             |
| Radek Štěpánek      | 43      | 15             |
| Julien Benneteau    | 45      | 16             |

### Dobles masculinos
| Tenista                                 | Ranking | Preclasificada |
| Bob Bryan Mike Bryan                    | 2       | 1              |
| Alexander Peya Bruno Soares             | 6       | 2              |
| Daniel Nestor Nenad Zimonjić            | 15      | 3              |
| Michaël Llodra Nicolas Mahut            | 29      | 4              |
| Rohan Bopanna Aisam-ul-Haq Qureshi      | 35      | 5              |
| Treat Huey Dominic Inglot               | 43      | 6              |
| Julien Benneteau Édouard Roger-Vasselin | 50      | 7              |
| Colin Fleming Marcin Matkowski          | 57      | 8              |

## Campeones

### Individuales
Grigor Dimitrov venció a  Feliciano López por 6–7(8–10), 7–6(7–1), 7–6(8–6).

### Dobles
Alexander Peya /  Bruno Soares vencieron a  Jamie Murray /  John Peers por 4–6, 7–6(7–4), [10–4].